# Вега 1
„Вега 1“ (заедно с близнака си Вега 2) е съветска космическа сонда част от програмата Вега. Тя е проектирана от космическия център Бабакин и конструирана като 5VK от Лавочкин в Химки.
Корабът е захранен от два еднакво големи слънчеви панела, а инструментите включват сателитна чиния, камери, спектрометър, инфрачервен клопфер, магнитометър и плазмени сонди. Изстреляна е от космодрума Байконур. Вега 1 и Вега 2 са триосови стабилизиращи кораби. Корабът има двоен буферен щит за защита от прах от Халеевата комета.